# Liga LEB Oro 2021-2022
La Liga LEB Oro 2021-2022 è stata la 66ª edizione della seconda divisione spagnola di pallacanestro maschile. La 15ª edizione con il nome LEB Oro.

## Formula
Per la nuova stagione, la lega torna ad essere composta da 18 squadre, inserite in un unico gruppo. La prima classificata viene promossa direttamente alla Liga ACB, mentre le squadre tra la seconda e la settima posizione accedono ai play-off per determinare la seconda promossa. Le ultime tre squadre retrocedonoin LEB Plata.

## Squadre partecipanti
| Squadra                            | Città                 | Regione             |
| ---------------------------------- | --------------------- | ------------------- |
| Melilla Sport Capital              | Melilla               | Melilla             |
| EasyCharger Palencia               | Palencia              | Castiglia e León    |
| Levitec Huesca La Magia            | Huesca                | Aragona             |
| ICG Força Lleida                   | Lleida                | Catalogna           |
| Leyma Coruña                       | La Coruña             | Galizia             |
| Unicaja Banco Oviedo               | Oviedo                | Asturie             |
| Palmer Alma Mediterrànea Palma     | Palma di Maiorca      | Baleari             |
| Cáceres Patrimonio de la Humanidad | Cáceres               | Estremadura         |
| TAU Castelló                       | Castellón de la Plana | Comunità Valenciana |
| UEMC Real Valladolid               | Valladolid            | Castiglia e León    |
| Covirán Granada                    | Granada               | Andalusia           |
| HLA Alicante                       | Alicante              | Comunità Valenciana |
| Almansa con Afanion                | Almansa               | Castiglia-La Mancia |
| Bàsquet Girona                     | Gerona                | Catalogna           |
| Movistar Estudiantes               | Madrid                | Madrid              |
| Acunsa Gipuzkoa                    | San Sebastián         | Paesi Baschi        |
| Juaristi ISB                       | Azpeitia              | Paesi Baschi        |
| CB Prat                            | El Prat de Llobregat  | Catalogna           |

## Stagione regolare
| #  | Teams                              | P  | V  | P  | PF   | PS   | Pt | Qualificate                  |
| -- | ---------------------------------- | -- | -- | -- | ---- | ---- | -- | ---------------------------- |
| 1  | Covirán Granada                    | 34 | 26 | 8  | 2755 | 2427 | 60 | Promosso in Liga ACB         |
| 2  | Movistar Estudiantes               | 34 | 25 | 9  | 2691 | 2348 | 59 | Playoff                      |
| 3  | ICG Força Lleida                   | 34 | 22 | 12 | 2757 | 2711 | 56 | Playoff                      |
| 4  | Bàsquet Girona                     | 34 | 21 | 13 | 2675 | 2711 | 55 | Playoff                      |
| 5  | Zunder Palencia                    | 34 | 20 | 14 | 2462 | 2579 | 54 | Playoff                      |
| 6  | Unicaja Banco Oviedo               | 34 | 19 | 15 | 2610 | 2568 | 53 | Playoff                      |
| 7  | Leyma Coruña                       | 34 | 19 | 15 | 2738 | 2591 | 53 | Playoff                      |
| 8  | Cáceres Patrimonio de la Humanidad | 34 | 19 | 15 | 2607 | 2704 | 53 | Playoff                      |
| 9  | UEMC Real Valladolid               | 34 | 18 | 16 | 2600 | 2601 | 52 | Playoff                      |
| 10 | TAU Castelló                       | 34 | 17 | 17 | 2703 | 2713 | 51 |                              |
| 11 | Acunsa Gipuzkoa                    | 34 | 17 | 17 | 2609 | 2622 | 51 |                              |
| 12 | HLA Alicante                       | 34 | 16 | 18 | 2672 | 2632 | 50 |                              |
| 13 | Melilla Sport Capital              | 34 | 14 | 20 | 2559 | 2668 | 48 |                              |
| 14 | Almansa con Afanion                | 34 | 13 | 21 | 2704 | 2830 | 47 |                              |
| 15 | Juaristi ISB                       | 34 | 13 | 21 | 2616 | 2721 | 47 |                              |
| 16 | CB Prat                            | 34 | 12 | 22 | 2615 | 2680 | 46 | Retrocesse in Liga LEB Plata |
| 17 | Palmer Alma Mediterrànea Palma     | 34 | 10 | 24 | 2669 | 2813 | 44 | Retrocesse in Liga LEB Plata |
| 18 | Levitec Huesca La Magia            | 34 | 5  | 29 | 2382 | 2872 | 39 | Retrocesse in Liga LEB Plata |

## Copa Princesa de Asturias
Alla fine del girone di andata, le prime due squadre classificate si sfidano per la Copa Princesa de Asturias. Il vincitore della coppa giocherà gli eventuali play-off con il miglior posizionamento. La Coppa è stata disputata il 3 aprile. 

### Squadre qualificate
| # | Squadre              | G  | V  | P | PF   | PS   | Pt |
| - | -------------------- | -- | -- | - | ---- | ---- | -- |
| 1 | Movistar Estudiantes | 17 | 14 | 3 | 1323 | 1184 | 31 |
| 2 | Covirán Granada      | 17 | 13 | 4 | 1381 | 1248 | 30 |

### Partita
| Arbitri: | Francisco José Zafra Ángel Antonio Albacete José Javier Marqueta Gracia |

| |            | |
| Urtasun 14 | Punti      | 15 Costa |
| Urtasun 6 | Assist     | 6 C. Díaz |
| Martín 7 | Rimbalzi   | 4 J. Díaz, Gatell |
| 3 Faggiano• 5 Sola• 7 Dee• 11 Martín• 31 Larsen 13 dos Anjos• 17 Stoilov• 19 Domínguez• 23 Urtasun• 24 Arroyo• 33 Beirán• 42 Đurišić | Formazioni | 3 Bropleh• 7 Niang• 15 Costa• 34 Ellisor• 50 J. Díaz 10 Martínez• 12 Gatell• 13 Vila• 14 C. Díaz• 17 Pardina• 19 Tomàs• 21 Iriarte |
| Jota Cuspinera | Allenatori | Pablo Pin |

## Playoffs
|  | Quarti di finale | Quarti di finale | Quarti di finale | Quarti di finale | Quarti di finale | Quarti di finale | Quarti di finale |  |  | Semifinali | Semifinali   | Semifinali   | Semifinali   | Semifinali   | Semifinali   | Semifinali |        |    | Finale | Finale      | Finale      | Finale      | Finale      | Finale      | Finale |  |
|  |                  |                  |                  |                  |                  |                  |                  |  |  |            |              |              |              |              |              |            |        |    |        |             |             |             |             |             |        |  |
|  | 2                | Estudiantes      | Estudiantes      | 64               | 73               | 54               | 85               |  |  |            |              |              |              |              |              |            |        |    |        |             |             |             |             |             |        |  |
|  | 9                | Real Valladolid  | Real Valladolid  | 60               | 58               | 67               | 59               |  |  | 2          | Estudiantes  | Estudiantes  | Estudiantes  | Estudiantes  | Estudiantes  | 89         |        |    |        |             |             |             |             |             |        |  |
|  | 5                | Palencia         | Palencia         | Palencia         | 76               | 83               | 75               |  |  | 5          | Palencia     | Palencia     | Palencia     | Palencia     | Palencia     | 62         |        |    |        |             |             |             |             |             |        |  |
|  | 6                | Oviedo           | Oviedo           | Oviedo           | 71               | 70               | 67               |  |  |            |              |              |              |              |              |            |        |    | 2      | Estudiantes | Estudiantes | Estudiantes | Estudiantes | Estudiantes | 60     |  |
|  | 3                | Força Lleida     | 87               | 98               | 71               | 73               | 79               |  |  |            |              | 4            | Girona       | Girona       | Girona       | Girona     | Girona | 66 |        |             |             |             |             |             |        |  |
|  | 8                | Cáceres          | 79               | 75               | 86               | 79               | 70               |  |  | 3          | Força Lleida | Força Lleida | Força Lleida | Força Lleida | Força Lleida | 68         |        |    |        |             |             |             |             |             |        |  |
|  | 4                | Girona           | Girona           | Girona           | 74               | 92               | 84               |  |  | 4          | Girona       | Girona       | Girona       | Girona       | Girona       | 77         |        |    |        |             |             |             |             |             |        |  |
|  | 7                | Coruña           | Coruña           | Coruña           | 66               | 62               | 76               |  |  |            |              |              |              |              |              |            |        |    |        |             |             |             |             |             |        |  |

## Verdetti
- Promozioni in Liga ACB: Covirán Granada e Bàsquet Girona
- Retrocessioni in LEB Plata: CB Prat, Palmer Alma Mediterrànea Palma e Levitec Huesca La Magia